# Conduction électrique dans les oxydes cristallins
 (janvier 2018).
Si vous disposez d'ouvrages ou d'articles de référence ou si vous connaissez des sites web de qualité traitant du thème abordé ici, merci de compléter l'article en donnant les références utiles à sa vérifiabilité et en les liant à la section « Notes et références ».
Les oxydes cristallins, lorsqu'ils sont stœchiométriques, sont des isolants électriques : ils peuvent être décrits comme des cristaux quasi-ioniques (proches des sels), les charges sont liées aux atomes et ne sont pas mobiles.
Les isolateurs électriques sont d'ailleurs fréquemment des céramiques ou des verres (notons cependant que les céramiques et les verres ne sont pas tous des oxydes, et que les verres sont des solides mais amorphes).
Toutefois, les écarts à la stœchiométrie donnent naissance à des défauts ponctuels qui permettent une conduction électrique.

## Conductivité ionique et électronique
Le courant électrique peut résulter du mouvement de deux types de charges :
- les ions (anions et cations) : la migration des ions entraîne le déplacement de la charge associée ;
- les charges électroniques : électrons libres et trous d'électron.

Le déplacement des ions peut se faire de deux manières :
- soit les ions se glissent entre les ions « fixes » du réseau, on parle de mouvement « interstitiel » ;
- soit il existe une lacune dans réseau (un ion manquant), un ion du réseau peut alors « sauter » dans la position vide ; on parle de mouvement « lacunaire ».

La charge transportée n'est pas la charge de l'ion elle-même, mais la différence entre le charge de l'ion et la charge que l'on aurait si le réseau était parfait à cet endroit, ce que l'on appelle la « charge effective ».
Par exemple : dans l'alumine Al2O3, l'ion aluminium dans le réseau a une charge 3+ ; la charge « naturelle » d'un site d'aluminium est donc 3+. Si maintenant le site est occupé par un ion de fer Fe2+ en substitution, alors le site est en déficit de charge positive ; sa charge effective est donc -1. Dans la notation de Kröger et Vink, on note ceci « FeAl' ». Ainsi, un déplacement de l'ion positif Fe2+ correspond en fait au déplacement d'une charge négative dans le réseau.
Une position interstitielle est vide dans un cristal parfait, sa charge « naturelle » est donc nulle. Dans ce cas, la charge effective du site est la charge réelle de l'espèce qui l'occupe.
Un électron libre ou un trou d'électron sont considérés en position interstitielle. Leur déplacement suit une loi d'Ohm classique. Ils peuvent toutefois être capturés par un ion et modifier la charge locale, par exemple :
MM + e' → MM'
ils se déplacent alors avec l'ion.
Le déplacement des ions peut être le seul fait de l'agitation thermique ; on parle alors de « diffusion », le courant électrique généré étant une conséquence de cette migration. Mais le déplacement peut aussi être créé par
- un gradient de potentiel chimique ;
- un gradient de potentiel électrostatique (tension).

## Écart à la stœchiométrie
Considérons un élément M, et l'oxyde de cet élément MnO2. On peut le décrire comme un sel
(Mnz+, O22−).
L'écart à la stœchiométrie peut provenir de deux facteurs : l'équilibre thermodynamique avec l'atmosphère et le dopage.

### L'équilibre thermodynamique avec l'atmosphère
L'oxyde et l'élément réduit sont en équilibre suivant la réaction d'oxydation
n M + O2 ↔ MnO2
selon la pression partielle de dioxygène et la température, l'équilibre se déplace d'un côté ou de l'autre. Dans les conditions où l'oxyde est stable, on va avoir des écarts à la stœchiométrie, la formule de l'oxyde devenant :
- Mn-xO2 : l'oxyde est dit « déficitaire en cation » ;
- Mn+xO2 : l'oxyde est dit « excédentaire en cation » ;
- MnO2-y : l'oxyde est dit « déficitaire en anion » ;
- MnO2+y : l'oxyde est dit « excédentaire en anion ».

### Dopage
L'oxyde peut contenir des éléments étrangers. Ces éléments peuvent être :
- des impuretés, introduites involontairement dans le procédé de fabrication ou bien présents dans le produit naturel ;
- des ajouts volontaires pour modifier le comportement de l'oxyde.

Ces impuretés peuvent se glisser entre les ions du réseau, elles sont alors dites « interstitielles », ou bien peuvent remplacer des atomes du réseau, elles sont alors dites « en substitution ».
Les éléments dopants peuvent introduire une charge effective non nulle. Cette création de charge va permettre une conductivité électrique, soit sous forme ionique, soit sous forme électronique, en captant des électrons d'autres sites (créant ainsi des trous d'électron), ou bien en « émettant » des électrons libres.

## Lois phénoménologique de la conduction
Si l'on soumet l'oxyde à une tension électrique, les charges relatives non nulles sont mises en mouvement. Ce faisant, cela crée un gradient de concentration, que la diffusion tend à niveler. Si l'on a un régime stationnaire, on peut décrire ce mouvement de manière globale — statistique — par la loi de Nernst-Einstein :
{\displaystyle v_{i}={\frac {\mathrm {D} _{i}\mathrm {F} _{i}}{k\mathrm {T} }}}
où
- vi est la vitesse moyenne de l'espèce i considérée ;
- Di est le coefficient de diffusion de cette espèce i dans le cristal ;
- Fi est la force électrostatique à laquelle est soumise l'espèce i ;
- k est la constante de Boltzmann ;
- T est la température absolue.

Cette loi est similaire à un frottement fluide (effet parachute) : la vitesse, en régime stationnaire, est proportionnelle à la force.
On peut ainsi relier la conductivité électrique locale σi due à l'espèce i au coefficient de diffusion :
{\displaystyle \sigma _{i}={\frac {\mathrm {D} _{i}z_{i}^{2}e^{2}c_{i}}{k\mathrm {T} }}}
où
- zi est la charge effective de l'espèce i (nombre de charges) ;
- e est la charge élémentaire ;
- ci est la concentration de l'espèce i à l'endroit considéré.

La conductivité électrique totale σ est la somme des conductivités électriques pour chaque espèce :
σ = ∑i σi